# Вашингтонский марш 1993 года

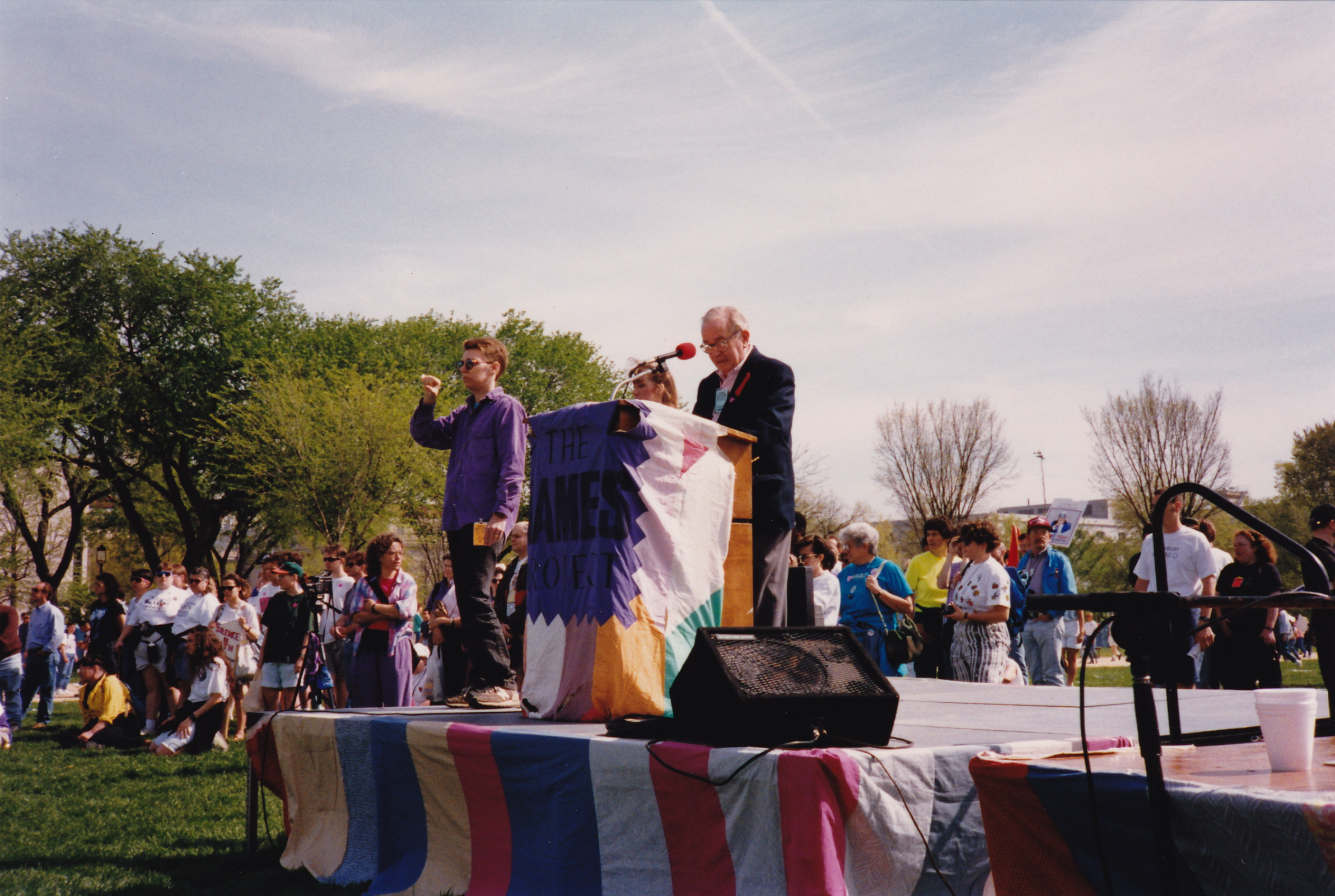
Активист Марвин Либерман зачитывает фамилии жертв СПИДа

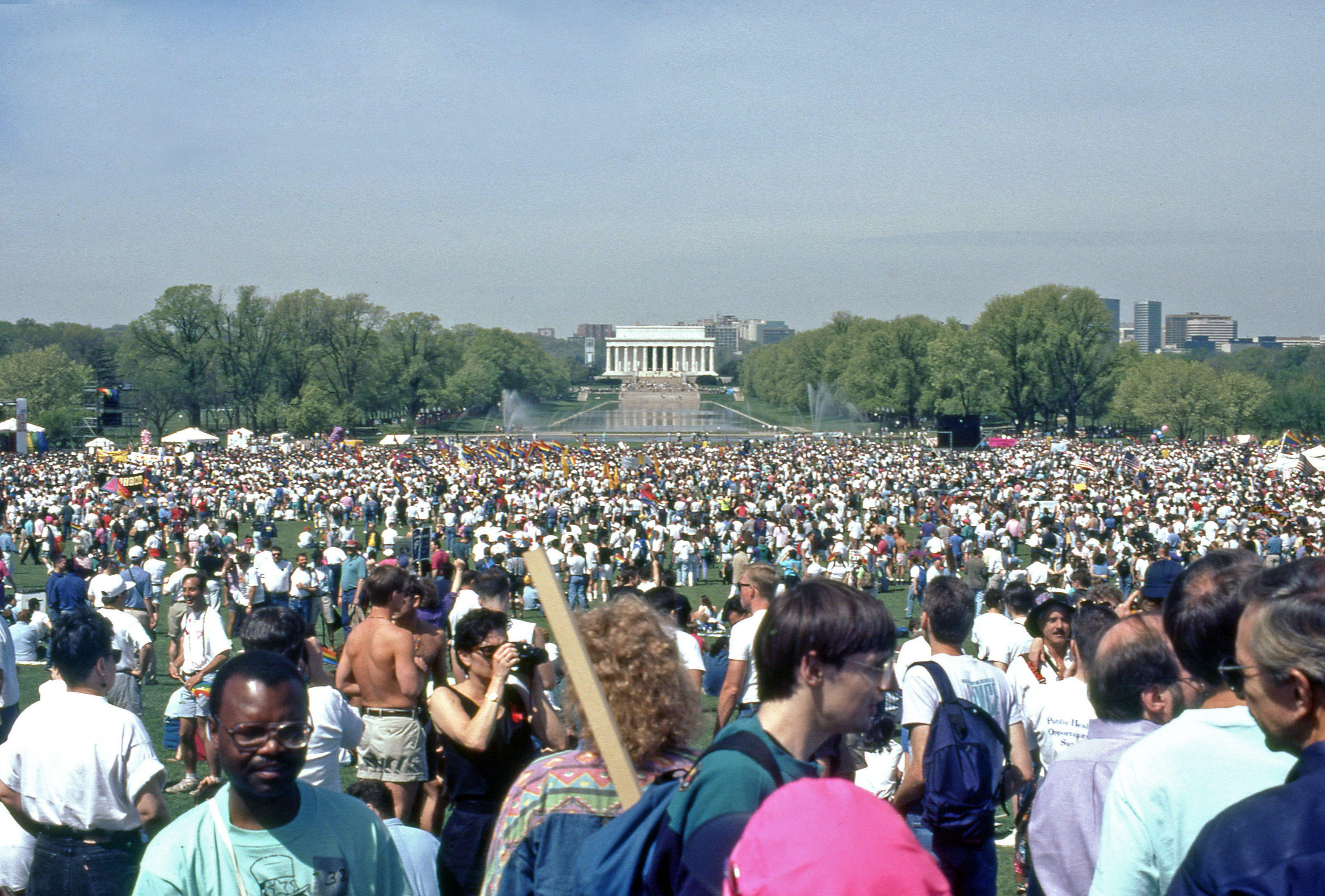

Вашингтонский марш за равные права для лесбиянок, геев и бисексуалов (англ. March on Washington for Lesbian, Gay and Bi Equal Rights and Liberation) — политический митинг, который состоялся в Вашингтоне 25 апреля 1993 года. По разным данным на митинге присутствовало от 300,000 до 1,000,000 человек.
В дни проведения митинга в Вашингтоне прошло множество мероприятий, в том числе художественные выставки, политические и общественные семинары, религиозные службы. На митинге после марша выступали: Джудит Лайт, Мелисса Этеридж, Ру Пол, Мартина Навратилова, Иэн Маккеллен, Эрта Китт, и другие.

## Планирование
К началу 1990-х годов геи и лесбиянки добились определённых успехов в борьбе за свои права. Однако, члены ЛГБТ-сообщества по-прежнему сталкивались с дискриминацией, выражавшейся в политике «Не спрашивай, не говори», Второй поправке штата Колорадо, а также ростом преступлений на почве ненависти к гомосексуалам.
В январе 1991 года активистка Урваши Вэйд обратилась к Правительству США с открытым письмом, чтобы заручиться поддержкой марша, и предложила направить делегатов на совещание в Комитет по планированию. Заседание Комитета состоялось 9 марта, однако консенсуса по дате проведения марша достигнуто не было. 11-12 марта Комитет собрался во второй раз, после чего разрешение на марш было получено.

## Требования
Организаторы марша изложили семь основных требований:
- Мы требуем приравнять лесбиянок, геев и бисексуалов в гражданских правах с гетеросексуалами и положить конец дискриминации со стороны государства и федерального правительства;
- Мы требуем увеличения финансирования фондов борьбы со СПИДом, научных исследований и качества медицинской помощи; всеобщего доступа к услугам здравоохранения, включая альтернативные методы лечения, и положить конец проявлениям сексизма в области медицинских исследований и здравоохранения.
- Мы требуем законодательно предотвратить дискриминацию в отношении лесбиянок, геев и бисексуалов в области семейного законодательства, опеки, усыновления; а также дать определение семьи, которое включает в себя все разнообразие всех семейных структур.
- Мы требуем полного и равноправного включения лесбиянок, геев и бисексуалов в систему образования и мультикультурных программ.
- Мы требуем права на репродуктивную свободу и выбор, контролировать наши собственные тела.
- Мы требуем положить конец расовой и этнической дискриминации во всех формах.
- Мы требуем прекратить дискриминацию и жестокое подавление на основе действительной или предполагаемой сексуальной ориентации, расы, религии, принадлежности, пола и гендерной идентичности, инвалидности, возраста, класса, наличия или отсутствия ВИЧ/СПИД.[8]